# Kōshi Ōsaki
Kōshi Ōsaki (japanisch 大崎 航詩 Ōsaki, Kōshi; * 30. Juni 1998 in der Präfektur Osaka) ist ein japanischer Fußballspieler.

## Karriere
Kōshi Ōsaki erlernte das Fußballspielen in der Universitätsmannschaft der Osaka University of Health and Sport Sciences im japanischen Osaka. Seinen ersten Profivertrag unterschrieb Ōsaki am 1. Februar 2021 bei Mito Hollyhock. Der Verein aus Mito, einer Stadt in der Präfektur Ibaraki auf Honshū, der Hauptinsel von Japan, spielte in der zweiten japanischen Liga, der J2 League. Sein Zweitligadebüt gab Kōshi Ōsaki am 5. Mai 2021 (12. Spieltag) im Auswärtsspiel gegen Zweigen Kanazawa. Hier wurde er in der 75. Minute für Hayato Nukui eingewechselt.